# 渚薰
渚薰（日语： Nagisa Kaworu）是日本動畫《新世纪福音战士》中的虚构角色，亦有在同名漫画版以及众多衍生作品中登场。角色由原版动画的导演庵野秀明构思，贞本义行负责角色设计，石田彰担任配音员。
在原版电视动画中，渚薰仅出场一集，他是EVA驾驶员，登场不久便成功打开主角碇真嗣闭塞的心灵。但他真正身份是人类的敌人、最后的使徒Tabris，最终真嗣不情愿地动手杀他，而他也自愿受死。他独特的风格以及跟碇真嗣的关系，使他获得女性粉丝压倒性的支持，人气很高。

## 创作过程
《新世纪福音战士》讲述少男少女驾驶EVA抗击不断来袭的神秘敌人使徒。使徒有各种各样的外形和习性，慢慢地进化成接近人的东西，渚薰是最终阶段出现的人型使徒:146。制作团队在初期阶段制作了一份企划书，在企划书中第22集「猫与转校生」，渚薰作为首个人型使徒登场，是个带着猫的美少年。他侵入NERV的研究所，而真嗣对破坏人型使徒感到困惑，随着他的侵入，研究所隐藏着的秘密得以揭示:88。其实渚薰只是被使徒操纵了身体，真正的使徒是猫:146。但是实际制作的时候，故事后期已经没有学校这种地方，因此「猫与转校生」的故事被废弃了。

### 命名
渚薰的命名者是薩川昭夫，他与导演庵野秀明共同擔任渚薰登场当集（第24集）的编剧。「渚」取自于日本電影導演大岛渚，和剧中很多角色的姓名一样是与海有关的词语，亦对应綾波零的「波」。「渚」拆字为，既是「使者」也是「死者」的双关语（日语发音相同）:54。名字是各日語假名五十音顺后一位，來源是「最後的使者」（最後の使者→使者終わり→ししゃおわり→シ者オワリ→渚オワリ→渚カヲル），同时也是登场当集的标题。使徒名「Tabris」來源是猶太教傳說中司自由意志之天使Tabris。

### 角色设计
负责角色设计的贞本义行想把最后出现的使徒设计成像是使徒接触过的人的集大成，所以渚薰有些地方像真嗣、有些地方像綾波零、有些地方像明日香；贞本还想让渚薰色气一点，所以就特意在锁骨和腰之类的地方画得有少年特有的诱人气息，纤瘦而结实:149。相比真嗣，渚薰更为中性、小颜、个高、苗条:146。眼珠颜色和綾波零一样是红色的，这是担任颜色指定的高星晴美接受庵野的指示之后指定的:46。为了不与真嗣重叠，整体设计偏向帅气的男孩子，装扮也是带有都市时尚感。由于和真嗣一样是穿着白衬衫校服，为作区别，贞本将里面的T恤设计成比较有个性的橙色。贞本表示，渚薰与自己以往设计的角色不同，这个角色从头到脚都很帅，总体给人有小傑尼斯的印象。:149

### 角色塑造
根据庵野秀明的构思，渚薰与真嗣的消极性格完全相反，是作为真嗣克服一切自卑的角色，即理想化的真嗣，因此性别设定为男性。庵野秀明与薩川昭夫交谈之后，交由薩川写成剧本初稿，然后庵野再作修改。在薩川的剧本初稿，渚薰带有浓厚的耽美系风格，甚至还有出现他和真嗣在河里裸泳的情节，但这超出了庵野以及分集导演摩砂雪的接受范围，之后被庵野改成公共浴场泡澡:146。尽管庵野修改了原稿，但原稿的气氛还是保留了下来。渚薰是首个人型使徒，所以在此之前就没有让使徒说人的语言。他的出场伴随着音乐，这是因为音乐并不是语言，此外还有真嗣拉大提琴、薰弹钢琴合奏的主意。庵野将自身的一部分投影到角色，渚薰如同他的影子。
传言渚薰的原型人物是庵野秀明的好友、《美少女戰士》系列的導演幾原邦彥。幾原邦彥否认了此说法，并称，倒是庵野更可能像渚薰那样说出好多玩世不恭的话；但也表示，在《新世纪福音战士》还在筹备时，俩人在露天温泉里并肩而坐、喝酒聊天的情景，和真嗣与渚薰间的交流有着同样的气息，在观看第24集时也感受到了这种气息。:54-55

### 配音
渚薰的日语版配音均由石田彰担任。石田最初认识到的角色形象是：虽然是初中生，但他的言行却和成熟的大人一样，对初次见面的人也能笑脸相迎，给人留下很好的印象。石田说演绎这个角色非常困难，压力很大；但他对自己的表现感到满意，觉得展现出了自己所能做到的最好。至于重制的《福音戰士新劇場版》系列电影的配音，庵野导演一开始就对石田说明了新剧场版系列里的渚薰是什么样的角色，和作品里只有渚薰知道一切一样，配音员中只有石田是在了解这些信息的状况下演绎的，虽然在前两作中出场不多。因此到了第三作《福音戰士新劇場版：Q》的时候，石田心里想着“这一天终于来了”，然后变得紧张起来，而且制作者们对配音的要求也非常高。石田觉得自己所表现出的渚薰，既不是原版的感觉，也不是自己所感觉到的渚薰，而是自己将大家对角色的各种各样的期望整理过后，有针对性地演绎出的形象。

## 刻画及发展

### 原版
渚薰出生年月日与第二次冲击同为2000年9月13日，除此之外有关他过去的经历都被抹消。渚薰真正身份是人类的敌人——最后的使徒Tabris，是拥有第1使徒Adam的灵魂以及人类外形的使徒，或许还是卵的状态就被SEELE捕获，以第五适格者的身份被SEELE派遣到NERV本部，代替精神崩溃的明日香搭乘EVA。渚薰与EVA的同步率异常地高:48，可以依自己的意志改变同步率。
渚薰哼唱着貝多芬第9號交響曲:44、带着超然的神情和迷人的微笑，出现在碇真嗣面前:20。「歌曲真好啊，歌曲可以滋润心灵。真是Lilin所创造文化的极致。」这是渚薰的最初的台詞，他的话宛如诗一般。就像第十五、十六使徒尝试接触明日香、綾波零的精神，渚薰也积极地接触真嗣的内心世界，不过并不是强硬地「攻击」「融合」，而是与真嗣交流、展现出他对真嗣抱有好感。「人类常常会感到心痛。因为心痛，所以会感到连活着都很辛苦。」渚薰如此滔滔不绝议论着人类心灵，对「像玻璃一样纤细，尤其是你的心」的真嗣说道：「值得我对你有好感。」成功地打破了真嗣的心之壁。渚薰感叹道：「我说不定就是为了与你相遇才出生的。」之后渚薰以使徒的身份开始行动，感应并启动了无人的EVA贰号机，然后轻易地侵入了最终教条区。第一次对他人打开心扉、自认遭到背叛的真嗣怀着复杂的感情，驾驶EVA初号机追击而来。渚薰对真嗣说，「对我来说生和死是一样的，死对我而言是唯一的自由」；最终依自己所愿，被真嗣以初号机扼杀:146。劇場版中提到，渚薰和綾波零代表着真嗣心中的爱与希望。

### 漫画版
在贞本义行绘制的漫畫版中，渚薰的戏份得到很大扩充。依贞本的构思，渚薰之前的使徒逐渐接近人类的心灵并进行干涉，作为首个人型使徒，薰是离人类还差一点的存在，他并不是很了解人类，所以对人类抱有旺盛的好奇心。贞本所描绘的渚薰是极其原始且纯粹，有着天真无邪的形象:150。漫画版中，渚薰首次登场于第9册，相当于电视版第22集。他在废墟弹钢琴，被独自游荡的真嗣发现。之后，薰在真嗣面前杀死了一只流浪猫，他认为无人照顾早晚也是死。他还自称是第五适格者，叫真嗣带他去NERV。首次碰面，薰的作为让真嗣感到厌恶。到了NERV，薰甚至进入女厕告诫明日香向EVA敞开心扉，此时明日香的同步率下降，薰则是将要替代她的EVA驾驶员。明日香随后被使徒攻击而失去意识，渚薰因此正式成为EVA贰号机驾驶员。迎战下一位使徒时，薰展现出高超的EVA操作能力，战斗中，綾波零为避免真嗣受到攻击，选择自爆与使徒同归于尽。通过使徒的触手，薰感受到了绫波对真嗣的感情，于是开始追寻「喜欢」这种情感。但对于缺乏人类情感的渚薰，真嗣一直有着强烈的排斥心理。之后像原版一样，渚薰以使徒的身份开始行动，最后真嗣驾驶EVA掐死薰，就像薰掐死那只猫一样。

### 新劇場版
在重制的《福音戰士新劇場版》系列电影中，相比原版，渚薰扮演着更加重要的角色。他在系列第一部《福音戰士新劇場版：序》便出场，在电影的最后，他从月面基地的石棺中苏醒，然后与SEELE成员交谈，他对真嗣似乎已经有所了解。在第二部《福音戰士新劇場版：破》，当真嗣试图拯救綾波零而触发第三次冲击时，薰驾驶EVA Mark.06赶来并中止了第三次冲击。真嗣由于触发第三次冲击而被封印，在第三部电影《福音戰士新劇場版：Q》中，封印十四年之后真嗣被唤醒。在NERV等待的薰首次与真嗣相见，并被碇源堂命令与真嗣一起驾驶EVA第13号机。薰主动向孤独无助的真嗣搭话，并教他弹钢琴，伴随着反复的钢琴联弹练习，两人建立了信任关系。之后，薰告知真嗣十四年间的变化，向他展示满目疮痍的世界，并说这都是他引发近第三次冲击所造成的。真嗣得知真相后于是精神崩溃，薰鼓励着真嗣，称就像钢琴联弹一样，两人驾驶EVA第13号机去修复世界。然而，修复世界的方案包含碇源堂设计的陷阱，最终，薰被迫以死阻止第四次冲击。薰在临死前不断安慰真嗣，而真嗣只能看着薰受死却什么也做不了。系列终章《福音戰士新劇場版：終》揭示，渚薰在故事中多次轮回，旨在让真嗣获得幸福。他亦是真正的第一使徒、SEELE和加持等人的高層，在察覺自己只是透過真嗣獲得幸福讓自己感到幸福後，跟著加持離開，把剩下的事交給真嗣處理，跟著真嗣一起到達真嗣所創造沒有EVA的新世界。

### 其他
渚薰亦有在其他新世紀福音戰士衍生作品中登场，如电子游戏《新世纪福音战士2》、《新世紀福音戰士：碇真嗣育成計畫》、漫画《新世纪福音战士 PicoPico中学生传说》。在戀愛冒險遊戲《新世紀福音戰士：鋼鐵戀人2nd》中，甚至有渚薰结局，故事中，薰和真嗣是亲密的同学关系，二人着燕尾服参加音乐会，薰拉小提琴、真嗣拉大提琴合奏。在《福音小戰士》，他是Nerv学园学生会长，特别受欢迎，并且经常表现出对真嗣的喜欢。漫画《新世紀福音戰士：學園墮天錄》中，他是真嗣班上新来的转学生，立即对真嗣表现出了极大的兴趣，对他非常友好，之后一同與出現在他們面前的「使徒」戰鬥。漫画《新世紀福音戰士 碇真嗣偵探日記》中，渚薰和加持良治是私家侦探，真嗣向他们寻求帮助，之后应加持先生的要求，薰和真嗣一起解决事件。另外，彈珠機遊戲《CR新世紀福音戰士 〜最後的使者〜》是以渚薰为主角构成的。

## 反响

### 人气
渚薰虽然在原版电视动画中仅登场一集，却是系列中仅次于綾波零、明日香的人气角色，其人气在多年来的人气投票中得到反映。在日本动画杂志《Animage》1996年度男性角色排行榜中，渚薰位列第二，仅次于碇真嗣；在接下来的1997年度位列第六。据《月刊Newtype》杂志提供的调查，在《福音戰士新劇場版：破》电影上映不久后，渚薰获得2009年8月号人气男性角色第六名，之后的9月号和10月号则分别名列第三和第四；在次年3月号，获选为1990年代人气男性动画角色第二位，仅次于碇真嗣。
2014年，日本動漫投票網站「charapedia」询问了约一万名动画爱好者，哪个动漫角色的死造成的冲击最大，其中渚薰之死排在第19位。在该網站2016年公佈的萬人票選動漫界「最強機器人駕駛員排名」中，渚薰排名第19；同年動畫新聞網进行的类似调查中，他获得了第16名。goo以「福音战士中最酷炫使徒」为题在2016年12月8日至22日进行了调查投票，结果渚薰赢得第三名。2019年，在福音战士官方商店进行的调查，渚薰是系列中第二受欢迎的角色，仅次于明日香。在2020年5月NHK BS Premium举行的「全福音战士大投票」，渚薰获选为第二受欢迎的角色、第二受欢迎的使徒。

### 商业活动
渚薰广受欢迎，角色形象被用于各种广告合作和商业活动，周边商品有不同类型的、眼药水、香水、服饰、内衣等等。在2005年《新世纪福音战士》首播十周年纪念企划中，日本漫画家吉崎观音设计了一系列萌拟人化的使徒模型，其中一款是性转换版使徒Tabris。除了福音战士相关游戏外，由于商业合作活动，渚薰在许多游戏中客串登场过，如《LINE Rangers 銀河特攻隊》、《怪物彈珠》、《Hortensia SAGA 蒼之騎士團》、《神域召喚》、《重裝戰姬》和《神魔之塔》。在2016年，渚薰还担任新幹線「500 TYPE EVA」车内广播。
1997年，日本角川書店曾出版一本关于渚薰的人物写真集，中文版由台灣東販出版。同年8月，专攻男性同性戀主题的日本杂志《JUNE》推出了专题书《宛如残酷的天使》（残酷な天使のように），专注渚薰与真嗣的关系，书中还收录了庵野秀明的长篇专访。角川書店于2008年推出一本粉丝书《ALL ABOUT 渚薰》，2015年又發售寫真集《KAWORU 2015》。7-Eleven连锁便利店于2015年合作推出渚薰等身大模型，模型全高约166厘米，限量15个，单价高达172万8千日元。2017年，官方商店举办了一个以渚薰为主题的夏日活动，活动中推出大量夏日元素新品。

### 文化影响
渚薰的特质影响了一些动漫角色的塑造，相关情节也被众多作品戏仿、恶搞和致敬。例如，《Keroro軍曹》戏仿了渚薰入侵NERV总部，而且里面的角色也是由石田彰配音，《再见！绝望先生》第12集中出现渚薰真嗣同人志，《旋風管家》第22集部分桥段戏仿渚薰的出场以及和真嗣在浴场的情节。在电视剧中，女主角由新垣結衣饰演，她的前男友叫真嗣，而前前男友的名字是薰。另外，一些日本知名艺人是渚薰的粉丝，包括川村雪绘:168、平田裕香、宮地真緒，日本女演员栗山千明公开表示心目中的理想男性是渚薰。
2019年，Netflix上架《新世纪福音战士》，其全新的英语版配音引发很大的争议。其中，渚薰在浴场对真嗣说的台词，原先的北美配音译为「I love you」（我爱你），新版却改成更为委婉的「I like you」（我喜欢你）。许多粉丝对此表示不满，指责Netflix意图淡化渚薰和真嗣间的同性恋色彩。负责翻译的兼光丹尼尔真（Dan Kanemitsu）回应说他做翻译时，都是尽可能地呈现原意，此次也不例外；他还表示留下诠释空间会更有趣。曾負責《福音戰士新劇場版》系列香港中文版翻译工作的Peggy也表达了自己的看法，她认为「like」更加贴近日语原意，并且更为合理。但这种解释并未完全说服粉丝，動畫新聞網的金·莫里西（Kim Morrissy）觉得「love」更符合故事情境，这还涉及文化差异，因为日本人表达爱意时比较含蓄。
渚薰和真嗣是日本动画中最受欢迎的同性恋组合之一，他们的关系获得广泛关注和讨论，被高度评价为少数主流动画中涉及主角的相对积极的同性恋关系之一。漫画书资源网（CBR.com）将薰和真嗣列为日本动画最佳酷儿代表，认为他们的同性恋关系是超前于时代的。面向LGBT的门户网站Pride.com也称赞了他们的关系，肯定他们带来的巨大影响，尤其是在那个LGBTQ几乎不见于多媒体的时代。也有评论指出，同性恋问题无非是吸引该类型粉丝的策略；不过，在一部主流动画中任何同性恋描写都是一种进步。

### 评论
真嗣没怎么被他人肯定过。只有薰对他说「你现在这样就很好」「不那么努力也没关系」。因此有趣的是，本以为女性观众们不会变得和男孩子一样狂热，但从薰出场以来，她们才第一次对真嗣这个角色有了情感代入。或许大家都很喜欢薰呢。——几原邦彦:54-55
日本作家谷崎Tetra把薰看作是「守护天使」般的存在，薰在真嗣最为脆弱的时候出现，对真嗣给予肯定。谷崎认为，对于被孤独感和对他人的恐惧感侵袭的多数现代人来说，这小小的肯定是极为重要的，是活下去的希望:60。评论家亚伦·普洛夫（Aaron Ploof）认为薰是一个耶稣基督般的角色，不惜放弃自己的生命，以便人类能够掌握自己的未来。据评论家野火Nobita分析，真嗣只在渚薰面前才想舍弃伪我而表现出真正的自我，因为渚薰是一个能接受真嗣的整个存在的完美的人，他不仅道出了被真嗣隐蔽的自我，还对真嗣表现出过剩的好意。
日本精神科医生、评论家名越康文分析称，薰是一个贯彻了“阴性感情类型”本质的角色，即总是面带微笑、散发着温柔气场、对他人持有丰厚同情心的“治愈系”男子。这种类型的人对他人的感觉和感情有异常高的感应力，对自己情绪的感应力却很低。名越认为，薰对他人的高感应力源自他自身的虚无，从虚无再而萌生出对真嗣强烈的支配欲望，最终他的愿望即为：通过自身的死亡，在对方心中最深处，刻下关于自己的记忆。至于薰的人气如此之高，名越认为理由有二。其一、他的自我牺牲，是一个带有宗教神话性质的构造，成为粉丝们追捧的对象。其次、薰是一个高度提纯了的动画角色，特色分明；角色几乎没有背景故事，高度记号化。:56-57